# Hôn nhân lai của người Do Thái trong Holocaust
Người Do Thái kết hôn với người không thuộc dân tộc Do Thái có khả năng sống sót cao hơn trong nạn diệt chủng Holocaust. Tại Đức, những người Do Thái trong các cuộc hôn nhân lai được coi là "đặc quyền" và được miễn trừ khỏi một số chính sách bài Do Thái. Tất cả những người Do Thái đã kết hôn với người ngoại tộc ở Đại Đức thường được miễn trừ khỏi việc bị dẫn độ trong Holocaust đến đầu năm 1945 (90% sống sót). Tuy nhiên, họ (người ngoại tộc) phải ly hôn vì chịu áp lực nặng nề từ chính quyền Đức Quốc xã, điều này sẽ kết thúc việc bảo hộ cho bạn đời người Do Thái. Việc này đã đóng vai trò quan trọng trong việc thúc đẩy sự kiện Cuộc biểu tình Rosenstrasse vào năm 1943, khi những người phụ nữ không thuộc dân tộc Do Thái biểu tình tại Berlin sau khi người chồng Do Thái của họ bị bắt giữ. Hiện vẫn chưa rõ liệu hành động này có ngăn chặn được việc dẫn độ của những người chồng Do Thái hay không.

## Tác động

### Chính sách cấm hôn nhân

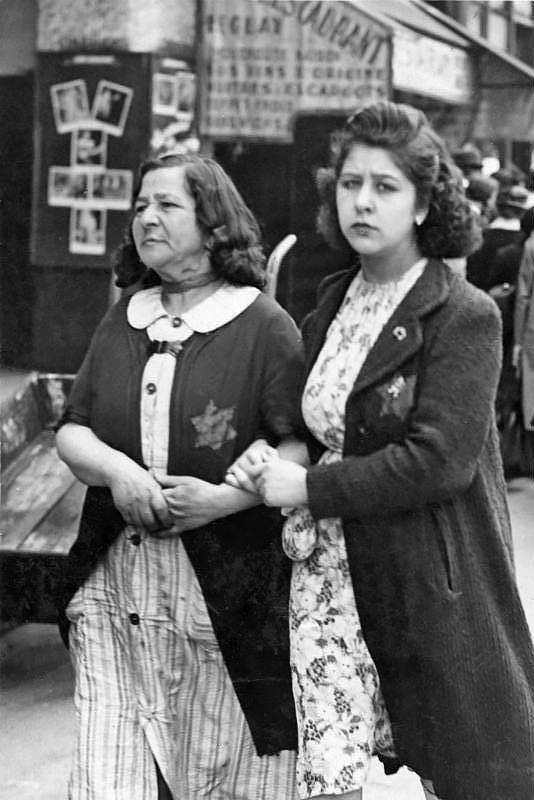
Một trong những đặc quyền của việc sống trong "hôn nhân lai đặc quyền" là không bị bắt buộc phải đeo huy hiệu "Jewish badges".

Luật Nuremberg năm 1935 đã cấm hôn nhân giữa người Do Thái và người có "dòng máu Đức". Các cuộc hôn nhân trước đó không bị ảnh hưởng. Tại vùng bảo hộ Bohemia và Moravia, hôn nhân giữa người Do Thái và người Đức bị cấm kể từ khi Đức xâm lược vào tháng 3 năm 1939. Tuy nhiên, người Do Thái và người dân tộc Séc vẫn có thể kết hôn cho đến tháng 3 năm 1942.

### Đối tượng được miễn khỏi chính sách
Tại Đức, các đứa trẻ được nuôi dưỡng không theo Do Thái giáo trong các cuộc hôn nhân giữa người phụ nữ Do Thái và người đàn ông "có dòng máu Đức" được xem là "hôn nhân lai đặc quyền". Phụ nữ Do Thái trong những cuộc hôn nhân này được nhận khẩu phần ăn tốt hơn so với người Do Thái khác và được miễn khỏi một số sắc lệnh của Đức Quốc xã. Thậm chí, "hôn nhân lai không đặc quyền" cũng mang lại những đặc quyền quan trọng, chẳng hạn như quyền miễn dẫn độ của người bạn đời Do Thái.
Tại Hà Lan, tất cả các cặp đôi kết hôn giữa các tôn giáo đều được miễn dẫn độ cho đến tháng 9 năm 1942. Vào thời điểm đó, những người đàn ông Do Thái không có con bị chấm dứt bảo hộ. Các gia đình phải đăng ký với cơ quan chức năng để được miễn khỏi chính sách. Tại Cộng hòa Slovakia và Nhà nước Độc lập Croatia, người Do Thái kết hôn với người ngoại đạo hầu như được miễn khỏi việc bị dẫn độ. Khi không được bảo hộ, người Do Thái trong các cuộc hôn nhân lai thường nhận được sự giúp đỡ từ người thân (không cùng tôn giáo/dòng máu), giúp họ tránh tai mắt từ chính quyền và sống sót.

### Các hình thức bức hại khác
Thay vì bị dẫn độ, nhiều người Do Thái trong các cuộc hôn nhân lai ở Đại Đức lại bị bắt làm lao động cưỡng chế trong các trại lao động của Organisation Todt.  Trong cuộc đàn áp Fabrikaktion năm 1943, nhiều người Do Thái đã kết hôn với người Đức bị bắt giữ. Tuy không ai trong số họ bị dẫn độ; một số nhà sử học cho rằng kết quả này là do ảnh hưởng của cuộc biểu tình Rosenstrasse; Những người Do Thái chấm dứt hôn nhân đã bị dẫn độ bởi lực lượng Gestapo; hậu quả là vào tháng 1 năm 1944, khoảng 1.000 người Do Thái bị dẫn độ đến khu vực Theresienstadt Ghetto. Hầu hết các nạn nhân đều thiệt mạng sau khi bị chuyển qua trại tập trung Auschwitz. Vào tháng 1 năm 1945, quyền miễn dẫn độ bị bãi bỏ, dẫn đến việc nhiều người Do Thái kết hôn với người không cùng tôn giáo bị dẫn độ đến Theresienstadt Ghetto. Tuy nhiên, phần lớn họ vẫn sống sót sau khi chiến tranh kết thúc.
Trong một số trường hợp, lực lượng mật vụ sẽ tiến hành bắt giữ người Do Thái trong các cuộc hôn nhân lai hoặc đối tượng vợ/chồng không cùng tôn giáo của họ với các cáo buộc ngụy tạo, thường được dùng làm lý do để chiếm đoạt tài sản của họ.

### Áp lực ly hôn
Các gia đình có hôn nhân lai đối mặt với sức ép đòi ly hôn nặng nề từ chính quyền, đặc biệt khi người bạn đời không cùng tôn giáo là phụ nữ. Người bạn đời không cùng tôn giáo thường gặp khó khăn trong việc giữ công việc hoặc tài sản khi phải chịu ảnh hưởng từ chương trình Arya hóa. Kể từ mùa thu năm 1944, nhiều người bạn đời không cùng tôn giáo trong các cuộc hôn nhân lai phải tham gia lao động cưỡng chế. Tại Vùng bảo hộ Bohemia và Moravia, một số người đàn ông Séc kết hôn với phụ nữ Do Thái bị giam vào trại lao động cưỡng chế và chỉ có cơ hội được thả nếu họ chấp nhận ly hôn. Ở Đại Đức, tỷ lệ ly hôn do những hoàn cảnh này được các nhà sử học ước tính từ 7 đến 10 phần trăm.

## Thống kê
Tại Amsterdam, người Do Thái trong các cuộc hôn nhân lai có tỷ lệ tử vong thấp hơn 59% so với những người không kết hôn lai. Đến tháng 9 năm 1944, dựa trên số liệu chính thức, khoảng 70% người Do Thái còn sống sót từ Đức và Áo đều kết hôn với người không cùng tôn giáo. Hơn 90% người Do Thái ở Đức và Áo trong các cuộc hôn nhân lai đã sống sót qua cuộc diệt chủng Holocaust. Benjamin Frommer ước định rằng đa số người Do Thái kết hôn với người không cùng tôn giáo tại Bohemia và Moravia đã vượt qua thời kỳ chiếm đóng của Đức Quốc xã, miễn là họ không ly hôn hoặc mất người bạn đời.

## Hậu quả
Sau thảm họa Holocaust, các gia đình hôn nhân lai phải đối mặt với thái độ của những người Do Thái khác và các tổ chức Do Thái không tán thành hôn nhân lai.